# Ріплі (Міссісіпі)
Ріплі (англ. Ripley) — місто (англ. city) в США, в окрузі Тіппа штату Міссісіпі. Населення — 5462 особи (2020).

## Географія
Ріплі розташоване за координатами 34°43′56″ пн. ш. 88°56′23″ зх. д. / 34.73222° пн. ш. 88.93972° зх. д. (34.732343, -88.939616).  За даними Бюро перепису населення США в 2010 році місто мало площу 29,40 км², з яких 29,31 км² — суходіл та 0,09 км² — водойми.

## Демографія
Згідно з переписом 2010 року, у місті мешкало 5395 осіб у 2132 домогосподарствах у складі 1392 родин. Густота населення становила 183 особи/км².  Було 2386 помешкань (81/км²).
Расовий склад населення:
| - 69,1 % — білих - 22,9 % — чорних або афроамериканців - 0,3 % — корінних американців - 0,2 % — азіатів - 5,4 % — осіб інших рас |

До двох чи більше рас належало 2,1 %. Частка іспаномовних становила 11,5 % від усіх жителів.
За віковим діапазоном населення розподілялося таким чином: 26,2 % — особи молодші 18 років, 56,7 % — особи у віці 18—64 років, 17,1 % — особи у віці 65 років та старші. Медіана віку мешканця становила 37,2 року. На 100 осіб жіночої статі у місті припадало 89,3 чоловіків;  на 100 жінок у віці від 18 років та старших — 83,7 чоловіків також старших 18 років.
Середній дохід на одне домашнє господарство  становив 47 232 долари США (медіана — 33 527), а середній дохід на одну сім'ю — 59 715 доларів (медіана — 46 915). Медіана доходів становила 32 363 долари для чоловіків та 30 156 доларів для жінок. За межею бідності перебувало 23,6 % осіб, у тому числі 26,2 % дітей у віці до 18 років та 13,6 % осіб у віці 65 років та старших.
Цивільне працевлаштоване населення становило 2030 осіб. Основні галузі зайнятості: виробництво — 31,6 %, роздрібна торгівля — 14,8 %, освіта, охорона здоров'я та соціальна допомога — 14,3 %.